# 檜 (桃型駆逐艦)
檜（ひのき）は、大日本帝国海軍の駆逐艦で、桃型駆逐艦の3番艦である。同名艦に松型駆逐艦の「檜」があるため、こちらは「檜 (初代)」や「檜I」などと表記される。

## 艦歴
1916年（大正5年）5月5日、舞鶴海軍工廠で起工。同年12月1日午後1時進水。1917年（大正6年）3月31日竣工。
第一次世界大戦では、1917年から1919年（大正8年）まで、地中海の海上護衛に従事した。1932年（昭和7年）、第一次上海事変において揚子江水域の作戦に参加した。
1940年（昭和15年）4月1日、除籍。

## 艦長
※『日本海軍史』第9巻・第10巻の「将官履歴」及び『官報』に基づく。
艤装員長
- 高橋雄三郎 少佐：1917年1月10日 - 1917年2月7日
- （兼）田川薫 少佐：1917年2月7日 - 4月1日

駆逐艦長
- 田川薫 少佐：1917年2月7日 - 1918年7月5日[9]
- 江口穀治 少佐：1918年7月5日[9] - 1919年12月1日[10]
- 神山忠 少佐：1919年12月1日[10] - 1921年3月1日[11]
- （兼）斎藤二朗 少佐：1921年3月1日 - 1921年3月9日
- （兼）本田源三 少佐：1921年3月9日[12] - 4月6日[13]
- 村田章一 少佐：1921年4月6日[13] - 12月1日[14]
- 和田省三 少佐：1921年12月1日 - 1922年5月15日
- 山本弘毅 少佐：1922年5月15日 - 1922年6月16日
- 松田鹿三 少佐：1922年6月16日[15] - 12月1日[16]
- 成田二郎 少佐：1922年12月1日 - 1923年11月10日
- （心得）山本正夫 大尉：1923年11月10日[17] - 12月1日[18]
- 山本正夫 少佐：1923年12月1日[18] - 1926年12月1日[19]
- （兼）井原美岐雄 少佐：1926年12月1日[19] - 1927年1月15日[20]
- 安藤栄城 大尉：1927年1月15日 - 1928年7月5日
- 大石堅志郎 少佐：1928年7月5日[21] - 1929年11月1日[22]
- 森可久 大尉：1929年11月1日[22] - 1930年12月1日[23]
- 則満宰次 少佐：1930年12月1日 - 1931年4月15日
- 小西要人 少佐：1931年4月15日 - 1932年9月15日
- 羽田次郎 大尉：1932年9月15日 - 1933年11月15日
- （兼）近野信雄 少佐：1933年11月15日 - 1934年2月20日
- （兼）赤沢次寿雄 大尉：1934年2月20日 - 1934年7月25日
- （兼）小西要人 少佐：1934年7月25日 - 1934年11月15日
- （兼）岡林子郎 大尉：1934年11月15日[24] - 12月15日[25]